# 硬膠
硬膠（Hard rubber），是石油產品，易燃，日常用品的塑膠物料之一，是1940年代開發的塑膠物質，質料硬，不耐用，容易出裂隙。含三到四成硫。經第二次世界大戰後，改良成為質地較軟，硬膠改稱「塑膠」。

## 應用
它經常被用作生產保齡球、電插頭、化妆品包装和各種塑膠產品。硬膠的種類包括如PP、PS、SAN、ABS、PET和硬质PVC等。

## 相關
- 聚合物
- 電木